# Albert Sigismund van Beieren
Albert (of Albrecht) Sigismund van Beieren (München, 5 augustus 1623 - Freising, 4 november 1685) was prins-bisschop van Freising en prins-bisschop van Regensburg.

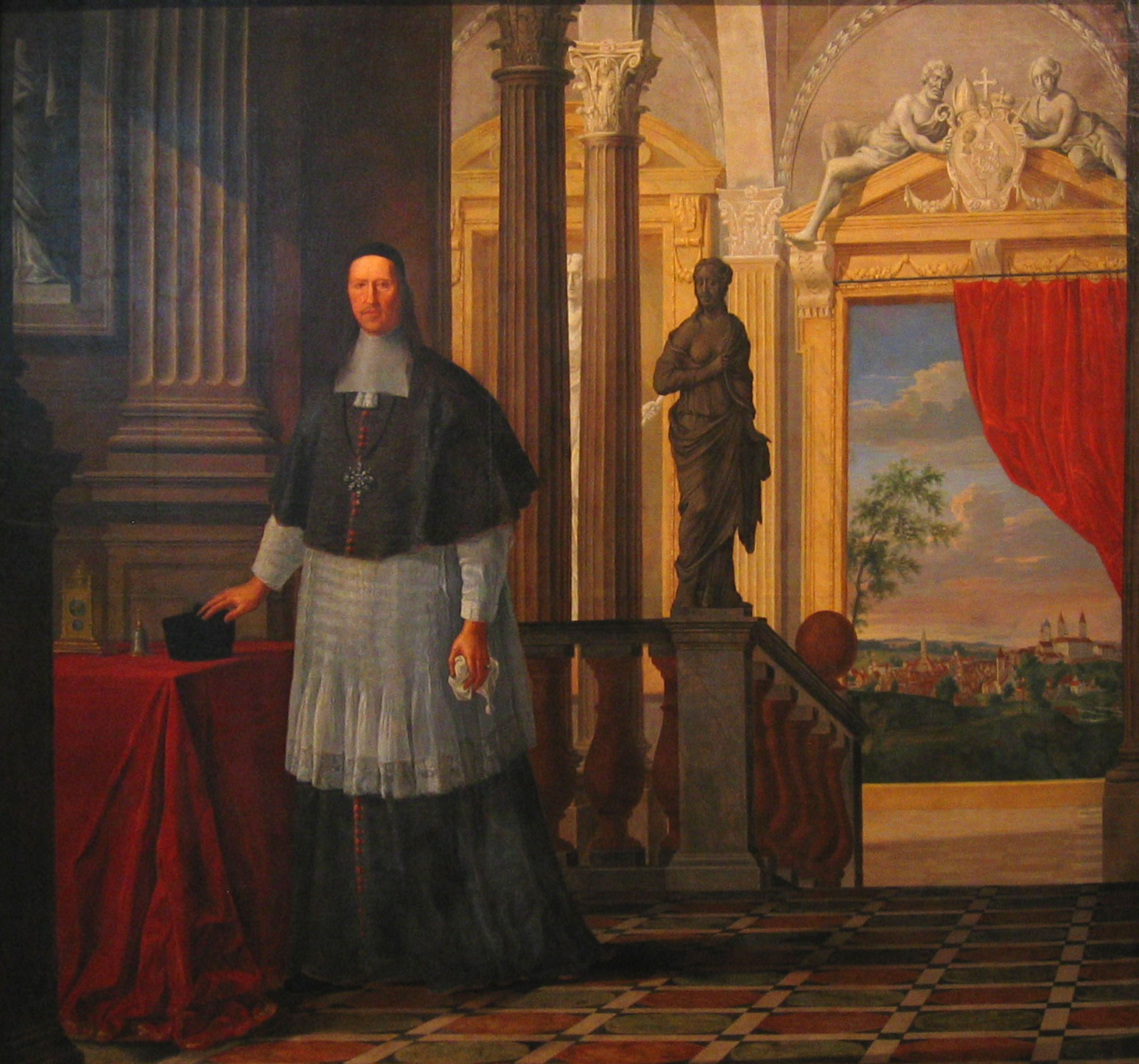
Albert Sigismund van Beieren

Albert was het jongste kind van Albrecht VI, hertog in Beieren, en Mechtilde van Leuchtenberg, laatste landgravin van Leuchtenberg. Hij was dus een telg van het Huis Wittelsbach en was een pion in de expansiepolitiek van zijn nonkel, Maximiliaan I, hertog en keurvorst van Beieren.
Als jongeman werd hij kanunnik in Augsburg, Salzburg, Konstanz en werd hij lekenabt van de abdij Altötting, hertogelijke begraafplaats van het Huis Wittelsbach. In 1640 werd hij hulpbisschop van het prinsbisdom Freising, een machtig prinsbisdom van het Heilige Roomse Rijk grenzend aan het hertogdom Beieren. Hij werd prins-bisschop van Freising in 1651, zonder priester te zijn. Hij liet barokke verfraaiingen uitvoeren in Freising. Op aansturen van zijn nonkel Maximiliaan I, werd hij bovendien prins-bisschop van Regensburg in 1668. Beide prinsbisdommen bestuurde hij tot zijn dood in 1685.
Zijn hart werd bijgezet, zoals van velen uit het Huis Wittelsbach, in de Genadekapel van Altötting.
In de beide bisdommen werd hij opgevolgd door zijn achterneef, Jozef Clemens van Beieren.
- Gemeinsame Normdatei: 10422424X
- Library of Congress Control Number: no2020138446
- Nationale Bibliotheek van Tsjechië: jo2016926827
- RKD-Nederlands Instituut voor Kunstgeschiedenis: 475908
- Union List of Artist Names: 500718028
- Virtual International Authority File: 25031999